# Rimavská Baňa
Rimavská Baňa es un municipio del distrito de Rimavská Sobota en la región de Banská Bystrica, Eslovaquia, con una población estimada a final del año 2024 de 502 habitantes.
Se encuentra ubicado al este de la región, en la cuenca hidrográfica del río Sajó —un afluente derecho del río Tisza— y cerca de la frontera con la región de Košice y con Hungría.

## Demografía
| Año        | 1994 | 2004    | 2014     | 2024    |
| ---------- | ---- | ------- | -------- | ------- |
| Población  | 408  | 440     | 536      | 502     |
| Diferencia |      | +7,84 % | +21,81 % | −6,34 % |

| Año        | 2023 | 2024    |
| ---------- | ---- | ------- |
| Población  | 510  | 502     |
| Diferencia |      | −1,56 % |